# ピクチュア・パレス

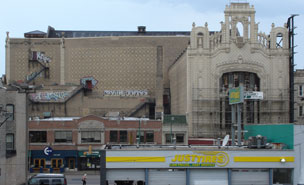
アメリカ最大のムービー・パレスと評されるシカゴのアップタウン・シアター

ピクチュア・パレス（イギリスでの呼称）またはムービー・パレス（北米での呼称）は1910年代から1940年代に建てられた精巧な装飾を施した映画館である。1920年代後半の1925年から1930年の間には毎年数百館が開館し、ピクチュア・パレスの絶頂期であった。
ピクチュア・パレスと呼ばれる劇場には3種類の建築様式がある。1つ目は古典的様式のピクチュア・パレスであり、折衷的で豪華復古調の建築様式である。2つ目は露天のような天井が特徴的なアトモスフェリックシアターである。最後は1930年代に最も一般的になったアール・デコ調の映画館である。

## 通史
偉大なるヴォードヴィルの劇場は20世紀初頭になると映画を上映し始めたが、長編映画が制作されるようになると映画専用劇場の建設が進んだ。1万ドルをかけてミッチェル・マークによって1913年に開館したニューヨークのマーク・ストランド・シアターは、一般的にアメリカの最初のピクチュア・パレスとされる。中上流層を映画に惹きつけることに成功し、他の人々も追随していった。
ピクチュア・パレスの建築士の多くは、アメリカ帰化第一世代であった。ルーマニア出身のジョン・エブラソンやスコットランド出身のトーマス・W・ラムなどが特筆される。他にも先駆的ものとしてラップ兄弟のシカゴ建築事務所も挙げられる。シカゴ・シアター、アップタウン・シアター、オリエンタル・シアターを設計した。また、興行主のサミュエル・ロキシー・ロサフェルはテーマをもった舞台上演と映画の豪華な上映の創始者である。シドニー・グローマンは西海岸初のピクチュア・パレスであるロサンゼルスのミリオンダラー・シアターを1918年に建設した者として知られる。
その名前が示す通り、ピクチュア・パレスはその時代の他の製品と同様に『平均的な市民を貴族のような気分にさせる』ことを謳い文句としていた。民主的な格言や愛国的な彫像が刻まれた一方、意図して貴族時代のヨーロッパの偉観を参考としており、しばしばヨーロッパの流行で彩られていた  。
ジョン・エブラソンはピクチュア・パレスの一種であるアトモスフェリックシアターに特化していた。同氏は500館ほど建築を手がけたが、テキサス州ヒューストンに1923年に建築したマジェスティック・シアターがその最初である。アトモスフェリックシアターは深青色の天井の下に、高度に装飾された非対称の外壁と異国情緒のある動植物が周囲を囲っており、屋外の中庭に座っているような感覚を伝えるものだった。そして、照明が消されたときは、ブレノグラフと呼ばれる特殊な映写機が天井に雲や天体の特殊効果を投影した。
トーマス・W・ラムはオペラハウスに倣って作られた『ハードトップ』と呼ばれる形式など、当初は非常に伝統的な様式であったが、きらびやかなものを設計した。同氏の手がけた劇場は1910年代の比較的穏当な新古典主義的な設計から1920年代には精巧なバロック調や東洋的な意匠を施したものまで進化した。

## 装飾
ピクチュア・パレスの特徴的な外観は特に意匠を凝らした装飾の1つである。劇場はしばし様々な視覚要素が互いに衝突し合い折衷的な異国情緒を漂わせる設計となっていた。フランス風バロック様式、盛期ゴシック様式、モロッコ風様式、地中海風、スペイン風ゴシック様式、ヒンズー風、バビロニア様式、アステカ風、マヤ風、東洋風、イタリアルネッサンス様式、（1922年のツタンカーメンの墓の発見の後）エジプトリヴァイヴァル様式などが全て混合し調和していた。この装飾の豪華さはただ単に美的な効果を得るだけではなかった。映画ファンを惹きつけるような幻想的な環境を築き、魅了させることが目的だった。今日まで残ったピクチュア・パレスの多くは通常の劇場、展示場、もしくはコンサート、演劇、オペラの上演等で使用されている。

## 写真

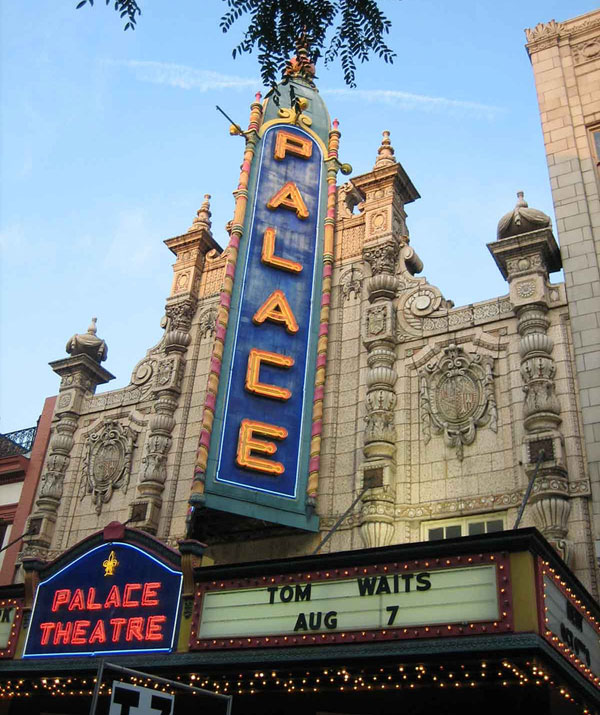
ルイビルのパレス・シアター
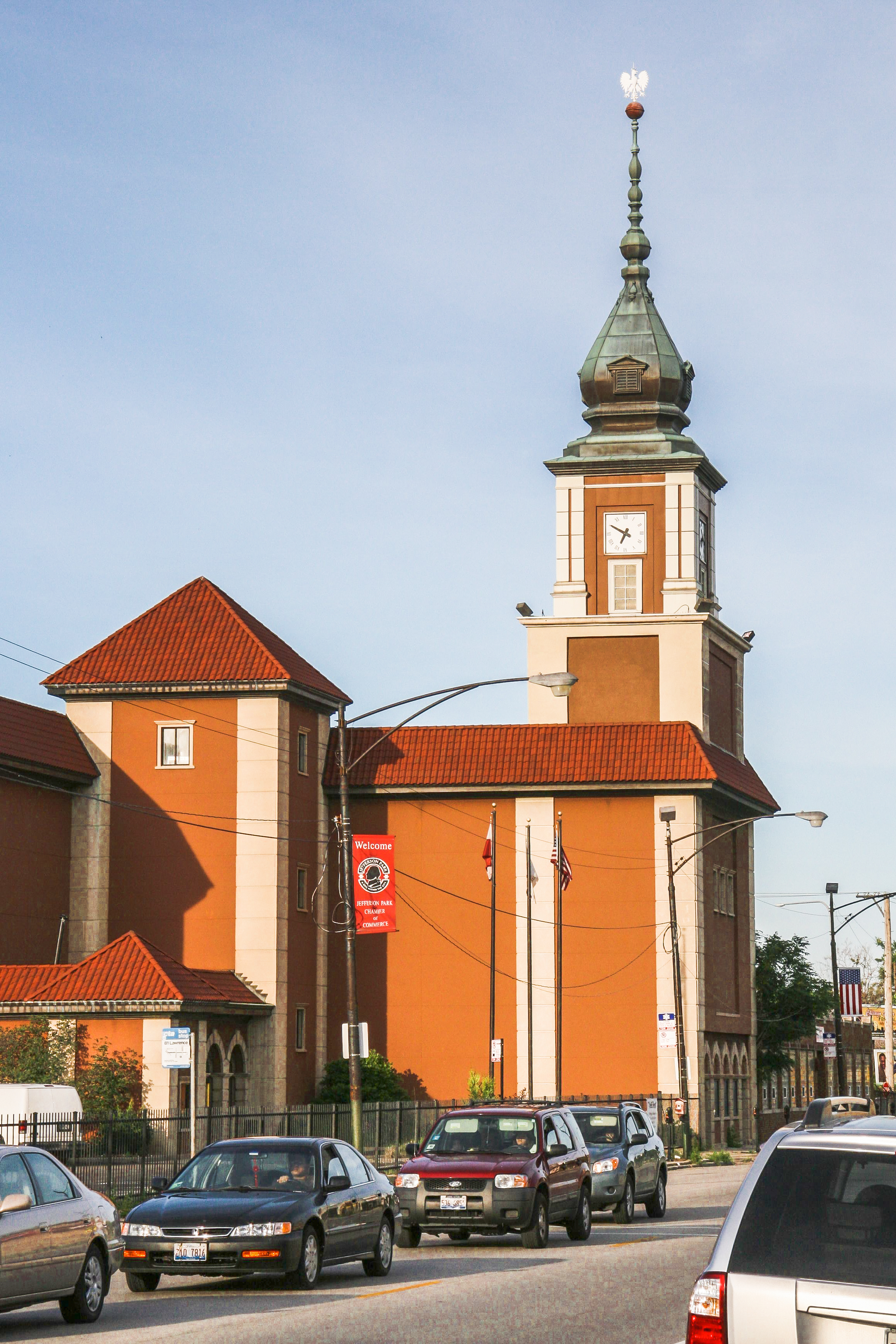
シカゴのゲートウェイ・シアター
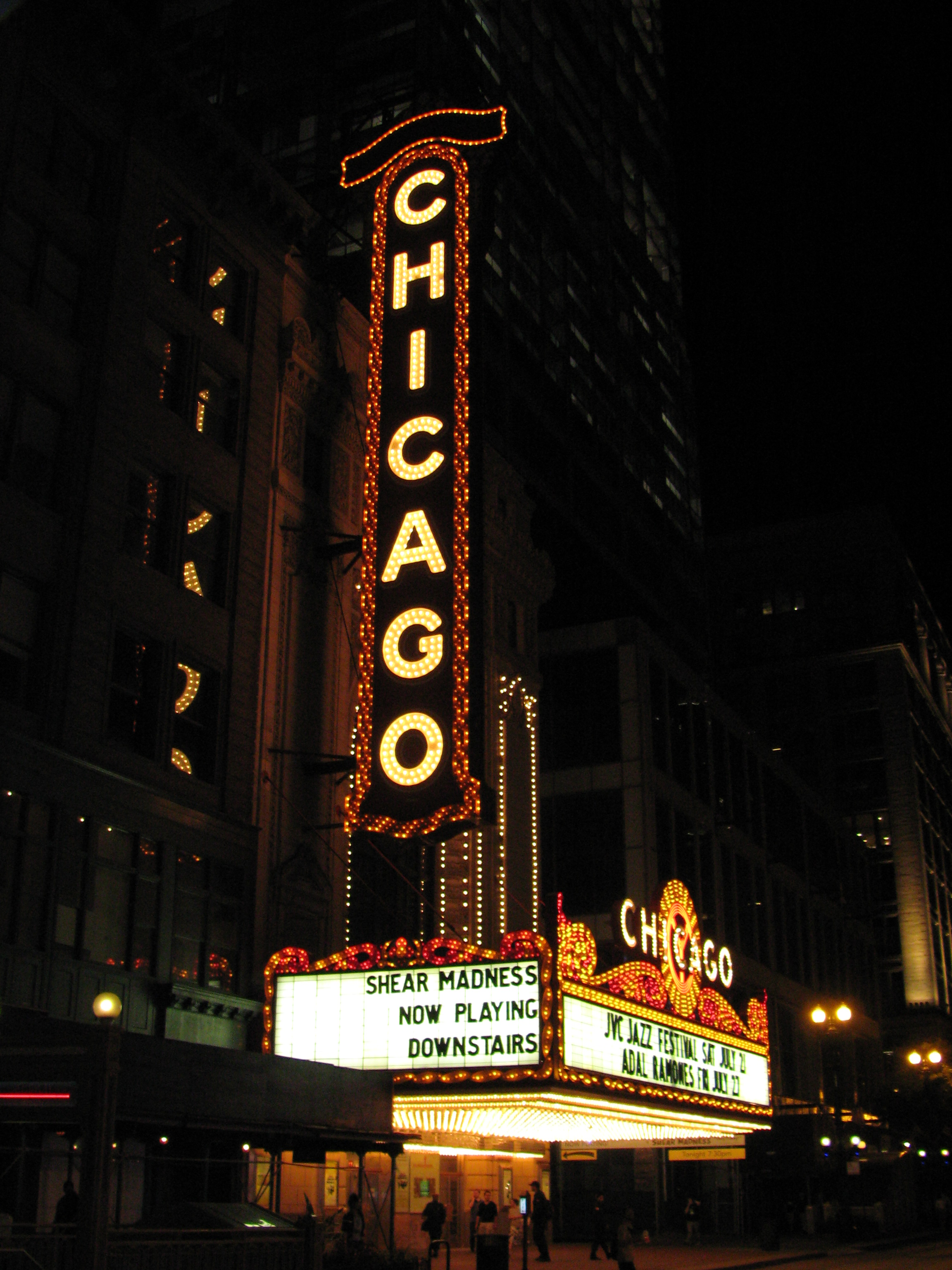
シカゴシアター
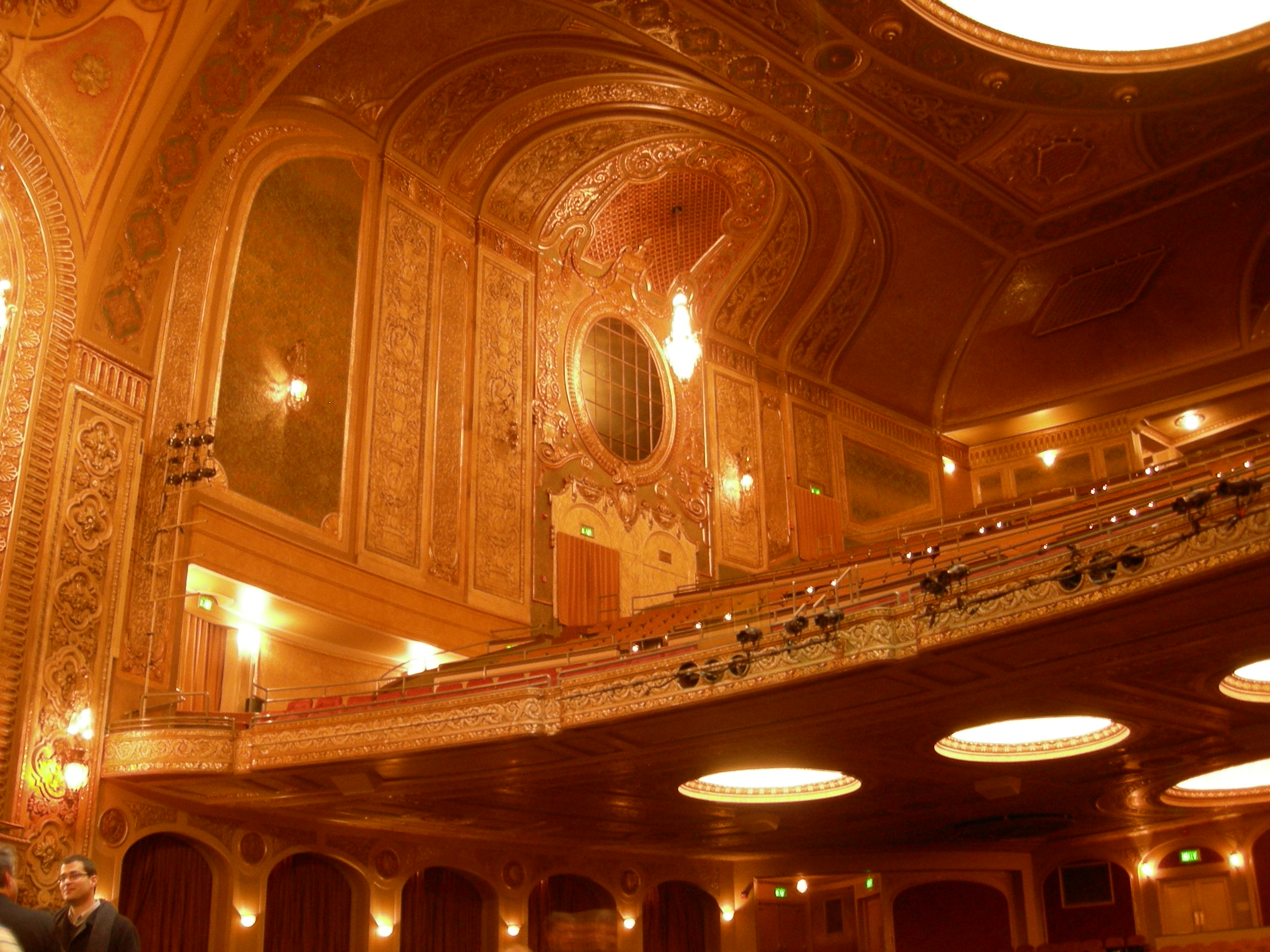
シアトルのパラマウント・シアター (シアトル)（英語版）の内部とバルコニー部分
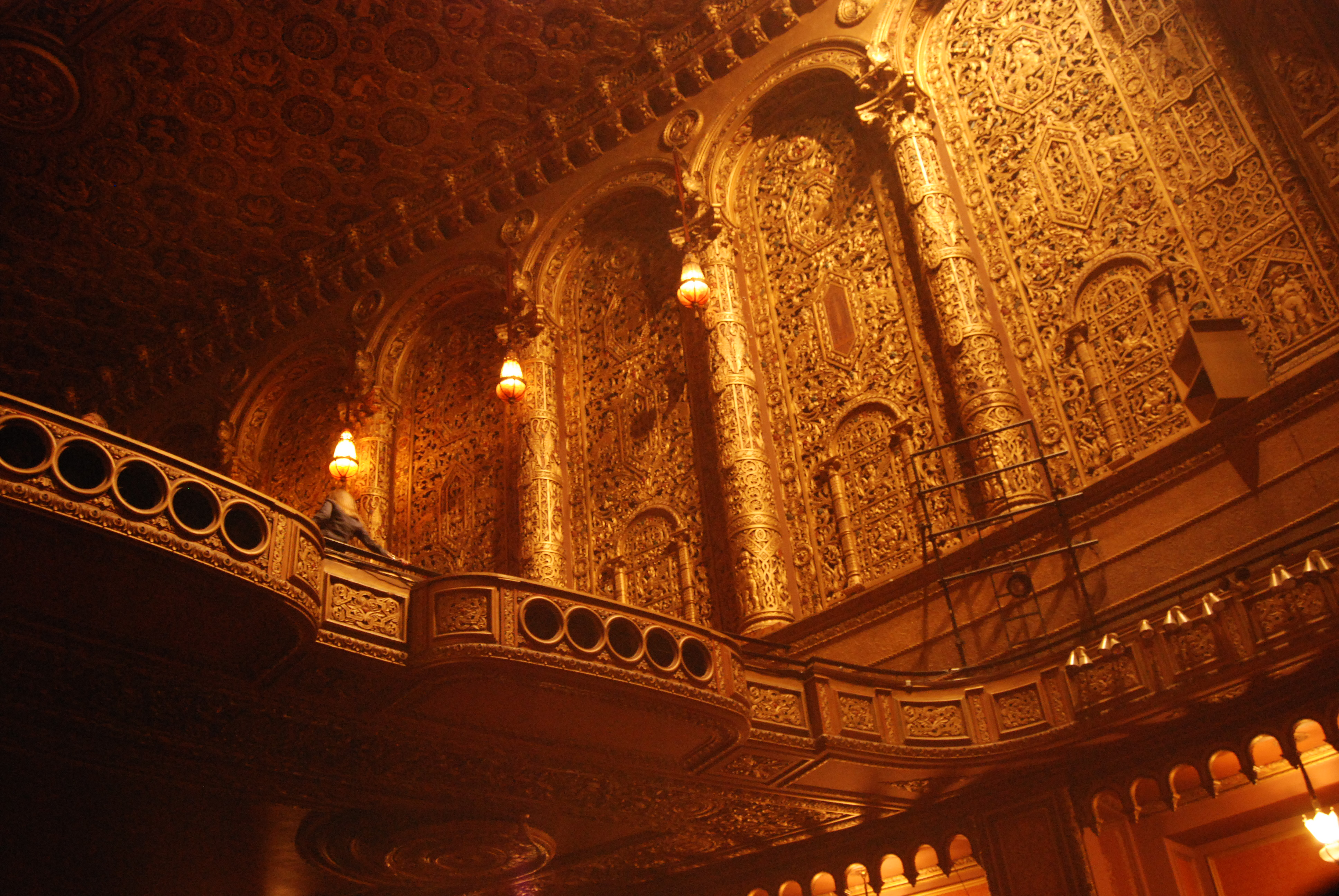
ニューヨークのロウズ第175ストリート・シアター（現 ユナイテッド・パレス・シアター）
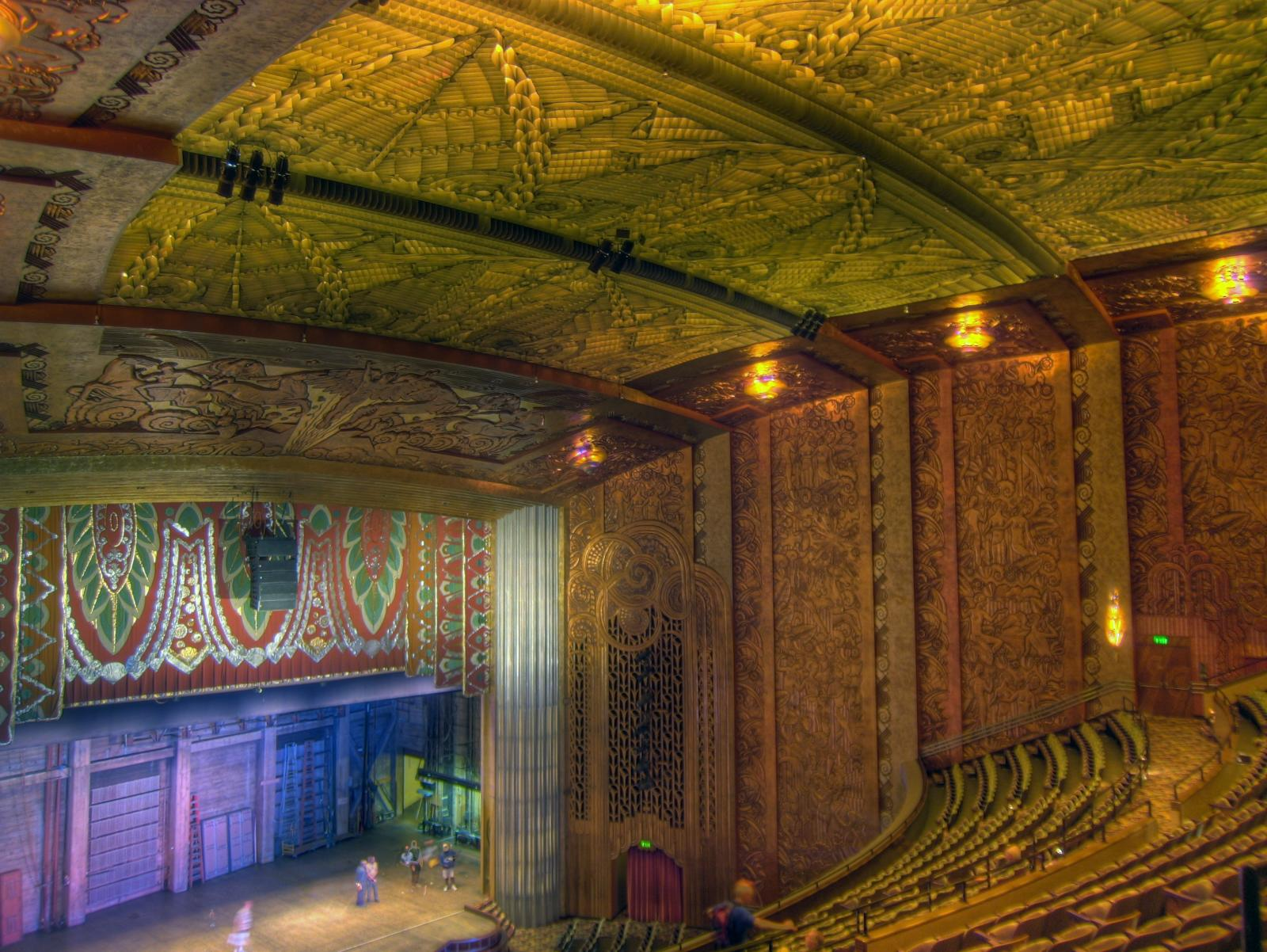
カリフォルニア州オークランドのパラマウント・シアター (オークランド)（英語版）
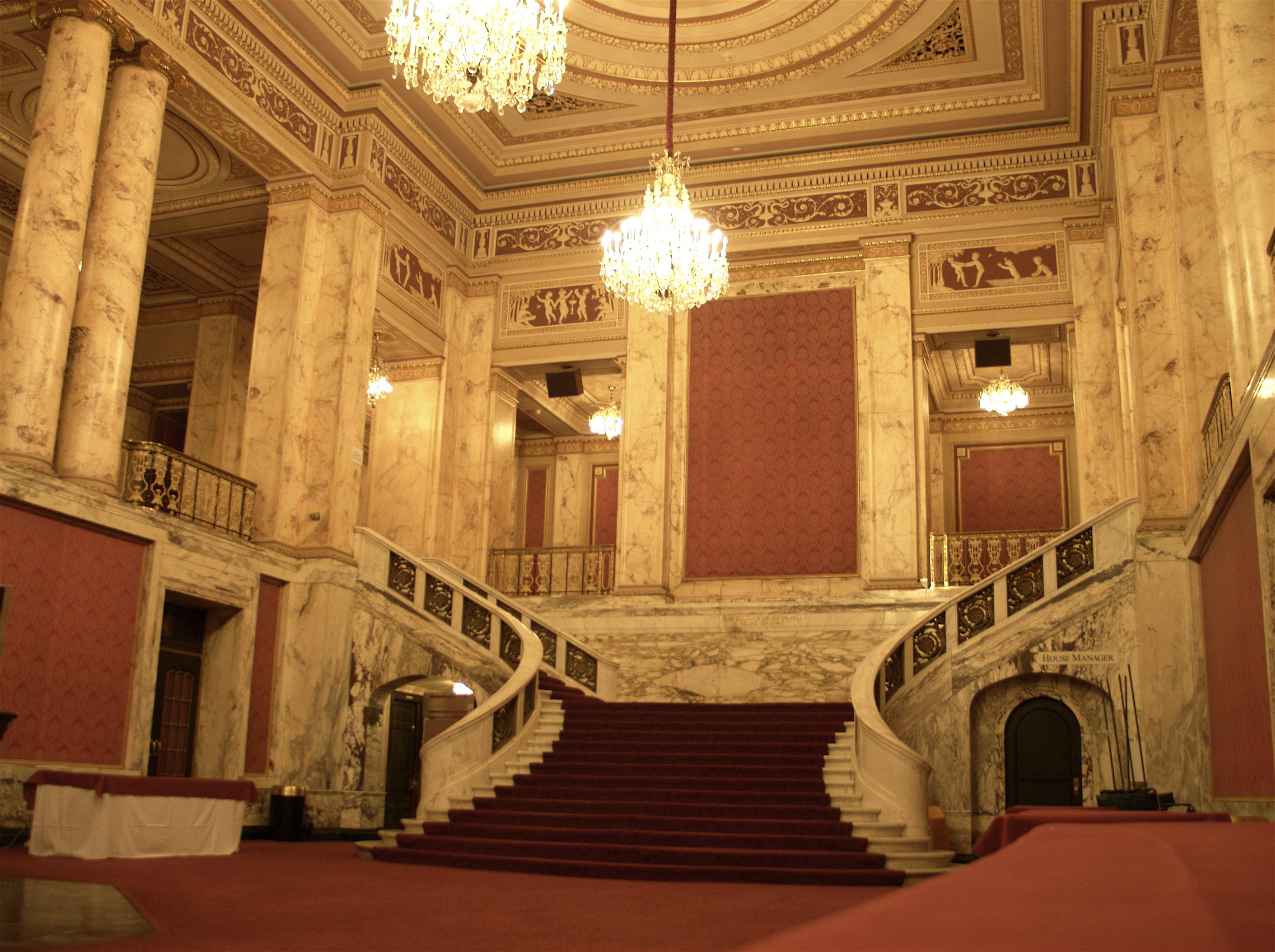
オハイオ州クリーブランドのパレス・シアター
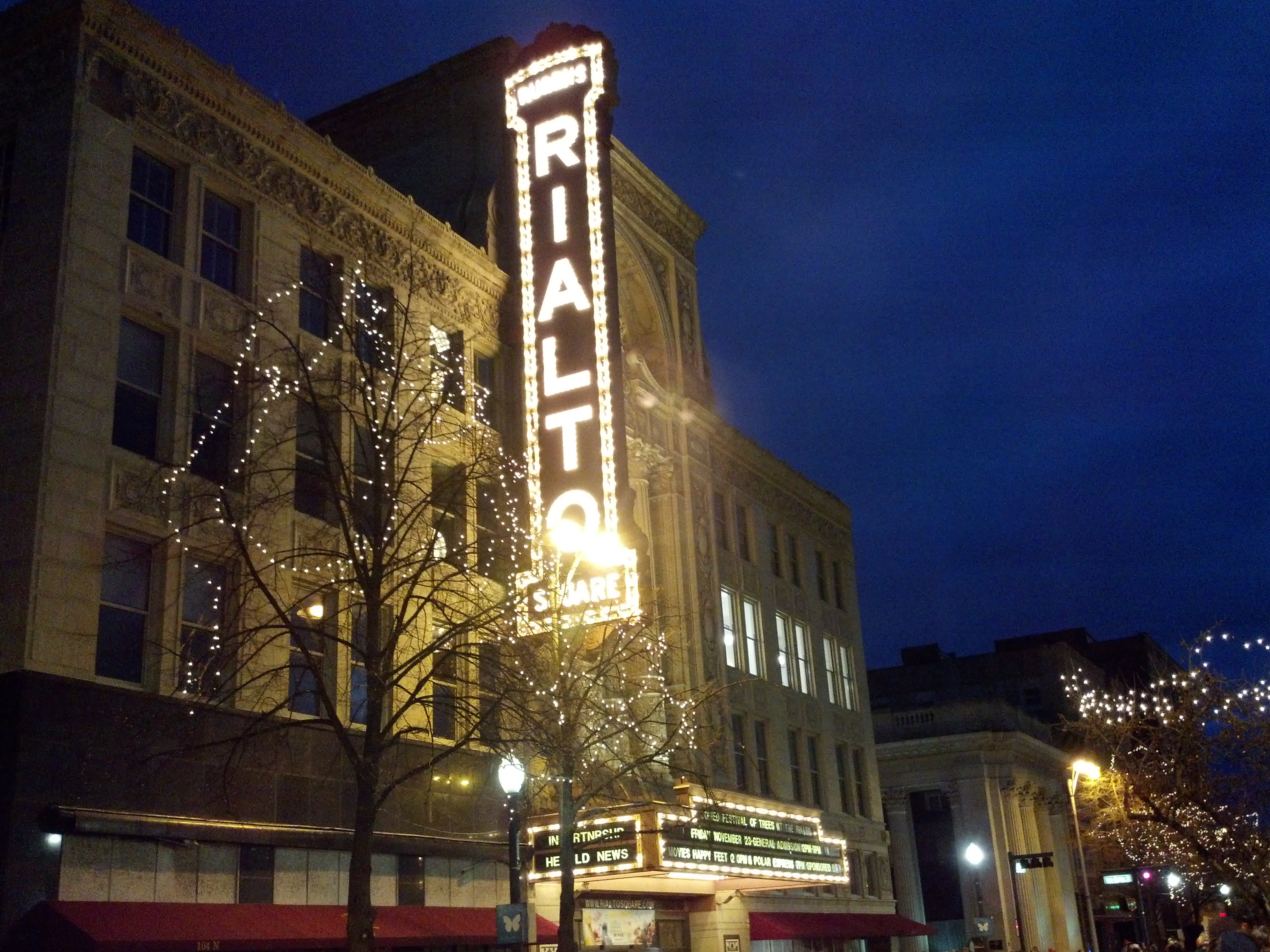
イリノイ州ジョリエットのリアルト・スクエア・シアター
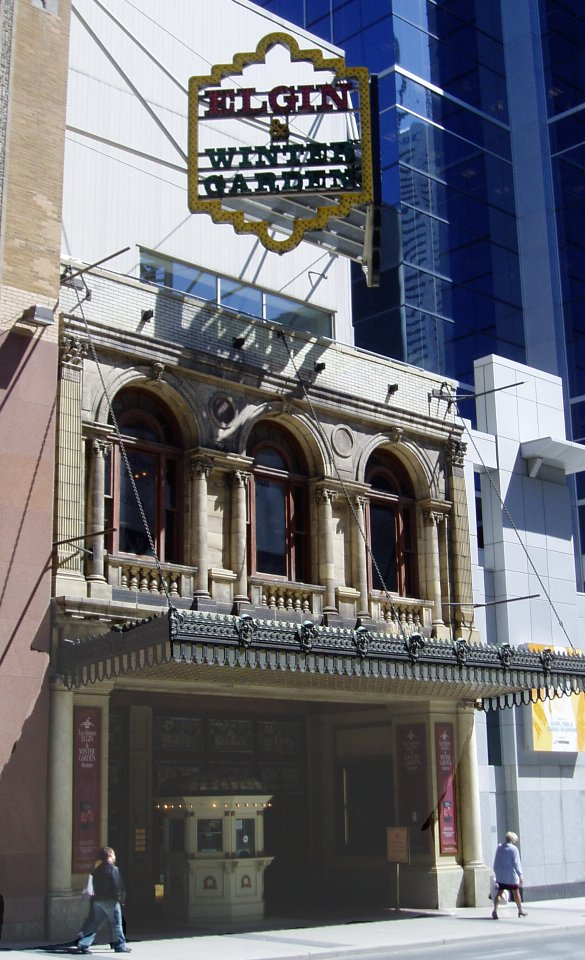
オンタリオ州トロントのエルジン・アンド・ウィンター・ガーデン・シアター

## 劇場
開館年と所在地を付記したピクチュア・パレスの一覧を以下に示す。
- アラバマ・シアター (Alabama Theatre) アラバマ州バーミングハム <1927年開館>
- アラメダ・シアター (Alameda Theatre) カリフォルニア州アラメダ <1932年開館>
- アルビー・シアター (Albee Theater) オハイオ州シンシナティ <1927年開館>
- アルカーダ・シアター (Arcada Theater) イリノイ州セントチャールズ <1926年開館>
- アーリントン・シアター (Arlington Theater) カリフォルニア州サンタバーバラ <1931年開館>
- アレックス・シアター (Alex Theatre) カリフォルニア州グレンデール <1925年開館>
- アズテック・オン・ザ・リバー・シアター (Aztec On The River Theatre) テキサス州サンアントニオ <1926年開館>
- バマ・シアター (Bama Theatre) アラバマ州タスカルーサ <1938年開館>
- バイオグラフ・シアター (Biograph Theater) イリノイ州シカゴ <1914年開館>
- ブラウンテックス・シアター (Brauntex Theatre) テキサス州ニューブローンフェルズ <1942年開館>
- ブロードウェイ・シアター (Broadway Theatre) ミシガン州マウント·プレザント <1920年開館>
- ボイド・シアター (Boyd Theatre) ペンシルベニア州フィラデルフィア <1928年開館>
- バード・シアター (Byrd Theatre) バージニア州リッチモンド <1928年開館>
- カリフォルニア・シアター (California Theatre) カリフォルニア州サンノゼ <1927年開館>
- キャピトル・シネマ (Capitol Cinema) オンタリオ州オタワ <1920年開館>
- キャピトル・シアター (Capitol Theatre) ニューヨーク州ローマ <1928年開館>
- キャピトル・シアター (Capitol Theatre) ブリティッシュコロンビア州バンクーバー <1921年開館>
- カロライナ・シアター (Carolina Theatre) ノースカロライナ州ダラム <1926年開館>
- カーペンター・シアター (Carpenter Theater) バージニア州リッチモンド <1928年開館>
- カストロ・シアター (Castro Theatre) カリフォルニア州サンフランシスコ <1922年開館>
- シカゴ・シアター (Chicago Theatre) イリノイ州シカゴ <1921年開館>
- コングレス・シアター (Congress Theater) イリノイ州シカゴ <1926年開館>
- コロナード・シアター (Coronado Theatre) イリノイ州ロックフォード <1927年開館>
- グローマンズ・チャイニーズ・シアター (Grauman's Chinese Theatre) カリフォルニア州ロサンゼルス <1927年開館>
- サークル・シアター (Circle Theatre) インディアナ州インディアナポリス <1916年開館>
- クレスト・シアター (Crest Theatre) カリフォルニア州サクラメント <1912年開館>
- エジプシャン・シアター (Egyptian Theatre) イリノイ州デカルブ <1929年開館>
- エルジン・アンド・ウィンター・ガーデン・シアター (Elgin and Winter Garden Theatres) オンタリオ州トロント <1913年開館>
- グローマンズ・エジプシャン・シアター (Grauman's Egyptian Theatre) カリフォルニア州ロサンゼルス <1922年開館>
- エル・キャピタン・シアター (El Capitan Theatre) カリフォルニア州ロサンゼルス <1926年開館>
- エンブラッシー・シアター（フォートウェイン） (Embassy Theatre) インディアナ州フォートウェイン <1928年開館>
- イングラート・シアター (Englert Theatre) アイオワ州アイオワシティ <1912年開館>
- ファーゴ・シアター (Fargo Theatre) ノースダコタ州ファーゴ <1926年開館>
- フロリダ・シアター (Florida Theatre) フロリダ州ジャクソンビル <1927年開館>
- フォックス・シアター (Fox Theatre) ジョージア州アトランタ <1929年開館> - ジョージア州アトランタで唯一残ったピクチュア・パレス
- フォックス・シアター (Fox Theatre) ミシガン州デトロイト <1928年開館>
- フォックス・シアター (Fox Theatre) カリフォルニア州サンディエゴ <1929年開館> - 現コプリー・シンフォニー・ホール
- フォックス・シアター (Fox Theatre) カリフォルニア州サンフランシスコ
- フォックス・シアター (Fox Theatre) ミズーリ州セントルイ <1929年開館>
- ゲートウェイ·・シアター (Gateway Theatre) イリノイ州シカゴ <1930年開館>
- グランド・レイク・シアター (Grand Lake Theater) カリフォルニア州オークランド <1926年開館>
- ハワイ・シアター (Hawaii Theatre) ハワイ州ホノルル <1922年開館>
- インディアナ・シアター (Indiana Theatre) インディアナ州インディアナポリス <1933年開館>
- アイアンウッド·・シアター (Ironwood Theatre) ミシガン州アイアンウッド <1928年開館>
- ジェファーソン・シアター (Jefferson Theatre) テキサス州ボーモント <1927年開館>
- ジェファーソン・シアター (Jefferson Theater) バージニア州シャーロッツビル <1912年開館>
- ラファイエット・シアター (Lafayette Theatre) ニューヨーク州サファーン <1924年開館>
- ランドマーク・シアター (Landmark Theatre) バージニア州リッチモンド <1926年開館>
- ランドマーク・シアター (Landmark Theatre) ニューヨーク州シラキュース <1928年開館> - 旧ロウズ州立シアター
- レンジック・シアター (Lensic Theater) ニューメキシコ州サンタフェ <1931年開館>
- ロウズ・第175ストリート・シアター (Loew's 175th Street Theater) ニューヨーク州ニューヨーク市 <1930年開館>
- ロウズ・グランド・シアター (Loew's Grand Theatre) ジョージア州アトランタ <1920年開館>
- ロウズ・ジャージー・シアター (Loew's Jersey Theatre) ニュージャージー州ジャージーシティ <1929年開館>
- ロウズ・キング・シアター (Loew's Kings Theatre) ニューヨーク州ブルックリン <1929年開館>
- ロウズ・パラダイス·・シアター (Loew's Paradise Theatre) ニューヨーク州ブロンクス <1929年開館>
- ロウズ・ペン・シアター (Loew's Penn Theatre) ペンシルベニア州ピッツバーグ <1927年開館> - 現ハインツ・ホール
- ロウズ州立パレス・シアター (Loew's State Palace Theatre) ルイジアナ州ニューオーリンズ <1926年開館>
- ロウズ・タラ・シネマ (Loew's Tara Cinema) ジョージア州アトランタ <1968年開館> - 後のレフォント・タラ。現リーガル・タラ
- ロウズ・バレンシア・シアター (Loew's Valencia Theatre) ニューヨーク州クイーンズ <1929年開館>
- ロサンゼルス・シアター (Los Angeles Theatre) カリフォルニア州ロサンゼルス
- ロレンツォ・シアター (Lorenzo Theatre) カリフォルニア州サンロレンツォ - 現在ロレンツォ・シアター財団による修復中
- メインストリート・シアター (Mainstreet Theater) ミズーリ州カンザスシティ <1921年開館> - 旧エンパイア・アンド・RKO・ミズーリ
- マーチンズ・シネラマ (Martin's Cinerama) ジョージア州アトランタ <1962年開館>
- ミシガン・シアター (Michigan Theater) ミシガン州アナーバー <1928年開館>
- ミシガン・シアター (Michigan Theatre) ミシガン州デトロイト <1926年開館>
- ミシガン・シアター (Michigan Theater) ミシガン州マスキー <1929年開館> - 現フラウエンシャル
- ミリオン・ダラー・シアター (Million Dollar Theater) カリフォルニア州ロサンゼルス <1918年開館>
- ノーウォーク・シアター (Norwalk Theatre) オハイオ州ノーウォーク <1941年開館>
- オハイオ・シアター (Ohio Theatre) オハイオ州コロンバス <1928年開館>
- オハイオ・シアター (Ohio Theatre) オハイオ州クリーブランド <1921年開館>
- オリンピア・シアター (Olympia Theatre) フロリダ州マイアミ <1926年開館>
- オウイメットスコープ (Ouimetoscope) カナダケベック州モントリオール <1906年開館>
- オリエンタル・シアター (Oriental Theatre) イリノイ州シカゴ <1926年開館>
- オリエンタル・シアター (Oriental Theatre) ウィスコンシン州ミルウォーキー <1927年開館>
- オーフィウム・シアター (Orpheum Theatre) アイオワ州スーシティ <1927年開館>
- オーフィウム・シアター (Orpheum Theatre) テネシー州メンフィス <1928年開館>
- オーフィウム・シアター (Orpheum Theatre) ブリティッシュコロンビア州バンクーバー <1927年開館>
- オーフィウム・シアター (Orpheum Theatre) カンザス州ウィチタ <1922年開館>
- ピックウィック・シアター (Pickwick Theatre) イリノイ州パークリッジ <1928年開館>
- パレス・シアター (Palace Theatre) ニューヨーク州アルバニー <1931年開館>
- パレス・シアター (Palace Theatre) オハイオ州マリオン <1928年開館>
- パレス・シアター (Palace Theatre) オハイオ州クリーブランド <1922年開館>
- パレス・シアター (Palace Theatre) オハイオ州ロレイン <1928年開館>
- パレス・シアター (Palace Theatre) ケンタッキー州ルイビル <1928年開館>
- パレス・シアター (Palace Theatre) オハイオ州コロンバス <1927年開館>
- パラマウント・シアター (Paramount Theatre) イリノイ州オーロラ <1931年開館>
- パラマウント・シアター (Paramount Theatre) ミネソタ州オースティン <1929年開館>
- パラマウント・シアター (Paramount Theatre) アイオワ州シーダーラピッズ <1928年開館>
- パラマウント・シアター (Paramount Theatre) カリフォルニア州オークランド <1931年開館>
- パラマウント・シアター (Paramount Theatre) オレゴン州ポートランド <1928年開館> - 現アーリーン・シュニッツァー・コンサートホール
- パラマウント・シアター (Paramount Theatre) ワシントン州シアトル <1927年開館>
- パラマウント・シアター (Paramount Theatre) マサチューセッツ州スプリングフィールド <1926年開館> - 現ゴールダーズ・グリーン・ドローム・コンサートホール
- ピーリーズ・エジプシャン・シアター (Peery's Egyptian Theatre) ユタ州オグデン <1924年開館>
- ポーク・シアター (Polk Theatre) フロリダ州レイクランド <1928年開館>
- ポモナ・フォックス・シアター (Pomona Fox Theater) カリフォルニア州ポモナ <1931年開館>
- クオ・ヴァディス・エンターテイメント・センター (Quo Vadis Entertainment Center) ミシガン州ウェストランド <1966年開館>
- レッドフォード・シアター (Redford Theatre) ミシガン州デトロイト <1928年開館>
- ザ・レックス (The Rex) イギリスバーカムステッド <1938年開館>
- リアルト・スクエア・シアター (Rialto Square Theatre) イリノイ州ジョリエット <1926年開館>
- ザ・リッツ・シアター (The Ritz Theatre) オハイオ州ティフィン <1928年開館>
- ロッキンガム・シアター (Rockingham Theatre) ノースカロライナ州リーズ <1929年開館>
- ザ・ロキシー (The Roxie) カリフォルニア州サンフランシスコ <1909年開館>
- ロキシー・シアター (Roxy Theatre) ニューヨーク州ニューヨーク <1927年開館>
- ロキシー・シアター (Roxy Theatre) ジョージア州アトランタ <1926年開館> - 1938年に改称しロキシーシアターとなる[2]
- リビエラ・シアター (Riviera Theater) イリノイ州シカゴ <1918年開館>
- シーンガー・シアター (Saenger Theatre) アラバマ州モビール <1927年開館>
- シーンガー・シアター (Saenger Theatre) ルイジアナ州ニューオーリンズ <1927年開館>
- シーンガー・シアター (Saenger Theatre) フロリダ州ペンサコーラ <1925年開館>
- セナター・シアター (Senator Theatre) メリーランド州ボルチモア <1939年開館>
- シェイズ・パフォーミング・アーツ・センター (Shea's Performing Arts Center) ニューヨーク州バッファロー
- スタンリー・シアター (Stanley Theater) ニュージャージー州ジャージーシティ <1928年開館> - 現在エホバの証人の集会所
- スタンリー・シアター (Stanley Theater) ペンシルベニア州ピッツバーグ <1928年開館> - 現ベネドム・センター
- スタンリー・シアター (Stanley Theatre) ニューヨーク州ウティカ <1928年開館>
- スタンリー・シアター (Stanley Theatre) ブリティッシュコロンビア州バンクーバー <1930年開館> - 現スタンレー・インダストリアル・アライアンス・ステージ
- 州立劇場 (State Theater) オハイオ州クリーブランド <1921年開館>
- 州立芸術劇場 (State Theatre Center for the Arts) ペンシルベニア州ユニオンタウン <1922年開館>
- セント・ジョージ・シアター (St. George Theatre) ニューヨーク州スタテンアイランド <1929年開館>
- タンパ・シアター (Tampa Theatre) フロリダ州タンパ <1926年開館>
- テネシー・シアター (Tennessee Theatre) テネシー州ノックスビル <1928年開館>
- ユナイテッド・アーティスツ・シアター (United Artists Theatre) カリフォルニア州ロサンゼルス <1927年開館> - 後のジーン・スコット牧師のロサンゼルス大学大聖堂
- ユニバーサル・パレス・シアター (Universal Palace Theater) フロリダ州 <2009年開館>
- アップタウン・シアター (Uptown Theater) ワシントンD.C. <1933年開館>
- アップタウン・シアター (Uptown Theatre) イリノイ州シカゴ <1925年開館>
- アップタウン・シアター (Uptown Theatre) オンタリオ州トロント <1920年開館>
- ワーナー・グランド・シアター (Warner Grand Theatre) カリフォルニア州ロサンゼルスサンペドロ <1931年開館>
- ワーナー・シアター (Warner Theater) オハイオ州ヤングスタウンパワーズオーディトリアム <1930年開館>
- ワーナー・シアター (Warner Theatre) ペンシルベニア州エリー <1931年開館>
- ワーナー・シアター (Warner Theatre) オハイオ州ヤングスタウン <1931年開館> - 現パワーズ・オーディトリアム
- ワーナーズ・シアター (Warnors Theatre) カリフォルニア州フレズノ <1928年開館>
- ウォーレン・シアター (Warren Theatres) カンザス州ウィチタ <1996年開館>
- ワショー・シアター (Washoe Theater) モンタナ州アナコンダ <1931年開館>
- ワインバーグ・センター (Weinberg Center) メリーランド州フレデリック <1926年開館> - 旧チボリ・シアター
- ウィルシャー・シアター (Wilshire Theater) カリフォルニア州ビバリーヒルズ <1930年開館>
- ウィルターン・シアター (Wiltern Theatre) カリフォルニア州ロサンゼルス <1930年開館>